# Buġibba (tempelj)
Tempelj Buġibba je megalitski tempelj na meji med mestoma Buġibba in Qawra v Zalivu sv. Pavla, Malta. Na prostoru templja je zgrajen hotel Dolmen Resort.

## Najdišče
Ostanki templja so nedaleč od morske obale na meji med mestoma Buġibba in Qawra. Zgrajen je bil v taršinski fazi malteške prazgodovine. Tempelj je precej majhen. Ohranjeno je samo njegovo pročelje iz koralnega apnenca. Za trilitnim vhodom je hodnik do osrednjega prostora s tremi apsidami. Za templjem je ohranjen tudi del prvotnih tempeljskih tal. Druge dele templja je postopoma uničil čas, ker so okolico izravnali in pretvorili v kmetijsko zemljišče.

## Izkopavanja in novejša zgodovina
Tempelj Buġibba je odkril malteški arheolog Themistocles Zammit v 20. letih 20. stoletja, ko je na polju pri  Rtu Qawra odkril velike kamnite bloke. Ostanki so bili leta 1925 vključeni v Seznam starin kot "megalitski ostanki ob cesti v Qawro".
Tempelj sta leta 1928 izkopala Zammit in  L.J. Upton Way. Tempelj so ponovno raziskali leta 1952. Dve leti pozneje je bilo opravljenih še nekaj manjših izkopavanj, da bi ugotovili kronologijo templja.
Arheologi so med izkopavanji našli dva okrašena kamnita bloka. Eden od njiju je bil oltar, drugi pa je bil na obeh straneh okrašen z ribami. Oba bloka sta zdaj v Narodnem arheološkem muzeju Malte v Valetti. 
Tempeljski sklepnik je bil postavljen v sodobnem času.
Okoli templja je bil kasneje zgrajen hotel Dolmen Resort.
- Tempelj v Buġibbi